# Wereldkampioenschap voetbal 2006 (Groep C) Argentinië - Servië en Montenegro
Deze pagina is een subpagina van het artikel wereldkampioenschap voetbal 2006. Hierin wordt de wedstrijd in de groepsfase in groep C tussen Servië en Montenegro en Argentinië gespeeld op 16 juni 2006 nader uitgelicht.

## Voorafgaand aan de wedstrijd
- 13 juni - De Serviër Nemanja Vidić liep op training een knieblessure op en was er voor de rest van het WK niet meer bij zijn. Volgens de dokters zouden de ligamenten van zijn linkerknie geraakt zijn en hij moest enkele weken aan de kant moeten blijven. De verdediger van Manchester United was geschorst voor de wedstrijd tegen Nederland maar hij zou voor de wedstrijd tegen Argentinië in de basis staan.
- 13 juni - De spelers van Servië en Montenegro waren ontgoocheld in hun bondscoach Ilija Petković, na het verlies tegen Nederland kreeg hij veel kritiek van zijn spelersgroep. Volgens de voetballers moest het volgende keer beter. "Als we de match aanvangen met dezelfde ploeg als zondag, hebben we geen enkele kans tegen Argentinië" verklaarde Ognjen Koroman.
- 15 juni - Aanvaller Lionel Messi van het Argentinië trainde ondanks een blessure aan de linkervoet, die hij tijdens training opliep toch mee met de Argentijnse eerste ploeg. Messi moest de eerste wedstrijd tegen Ivoorkust ook al missen omwille van een hamstringblessure.

## Wedstrijdgegevens
| Datum                | 16 juni 2006                          | 16 juni 2006                          |
| Stadion              | Veltins-Arena, Gelsenkirchen          | Veltins-Arena, Gelsenkirchen          |
| Toeschouwers         | 52.000                                | 52.000                                |
| Scheidsrechter       | Roberto Rosetti                       | Roberto Rosetti                       |
| Assistenten          | Cristiano Copelli Alessandro Stagnoli | Cristiano Copelli Alessandro Stagnoli |
| Vierde man           | Esam Abd El Fatah                     | Esam Abd El Fatah                     |
| Man van de wedstrijd | Juan Riquelme                         | Juan Riquelme                         |
|                      | Argentinië                            | Servië en Montenegro                  |
| Doelpunten           | 6                                     | 0                                     |
| Gele kaarten         | 1                                     | 3                                     |
| Rode kaarten         | 0                                     | 1                                     |
| Wissels              | 3                                     | 0                                     |
| Schoten op doel      | 9                                     | 1                                     |
| Schoten naast doel   | 11                                    | 4                                     |
| Overtredingen        | 14                                    | 22                                    |
| Hoekschoppen         | 3                                     | 4                                     |
| Buitenspel           | 3                                     | 0                                     |
| Strafschoppen        | 0                                     | 0                                     |
| Balbezit (tijd)      | 30'00"                                | 22'00"                                |
| Balbezit (%)         | 58%                                   | 42%                                   |

| Argentinië | 6 – 0           | Servië en Montenegro |
| Maxi Rodríguez (Javier Saviola) 6' Esteban Cambiasso (Hernán Crespo) 30' Maxi Rodríguez (Javier Saviola) 41' Hernán Crespo (Lionel Messi) 78' Carlos Tévez 85' Lionel Messi 88'             | goals (assists) | |
| José Pékerman | bondscoach      | Ilija Petković |
| Roberto Abbondanzieri Roberto Ayala Juan Pablo Sorín Gabriel Heinze Javier Saviola 58' Javier Mascherano Hernán Crespo Juan Riquelme Maxi Rodríguez 75' Nicolás Burdisso Lucho González 17' | opstellingen    | Dragoslav Jevrić Igor Duljaj Goran Gavrančić 50' Ognjen Koroman Mateja Kežman 70' Savo Milošević Dejan Stanković Predrag Djordjević Milan Dudić 46' Albert Nadj Mladen Krstajić |
| Esteban Cambiasso 17' Carlos Tévez 58' Lionel Messi 75' | wissels         | 46' Ivan Ergić 50' Danijel Ljuboja 70' Zvonimir Vukic |
| Hernan Crespo 36' | gele kaarten    | 7' Ognjen Koroman 27' Albert Nadj 42' Mladen Krstajic |
| | rode kaarten    | 65' Mateja Kežman |

## Overzicht van wedstrijden
| Groepswedstrijden | | | |
| Groep A | Groep B | Groep C | Groep D |
| Duitsland - Costa Rica Polen - Ecuador Duitsland - Polen Ecuador - Costa Rica Ecuador - Duitsland Costa Rica - Polen             | Engeland - Paraguay Trinidad en Tobago - Zweden Engeland - Trinidad en Tobago Zweden - Paraguay Zweden - Engeland Paraguay - Trinidad en Tobago | Argentinië - Ivoorkust Servië en Montenegro - Nederland Argentinië - Servië en Montenegro Nederland - Ivoorkust Nederland - Argentinië Ivoorkust - Servië en Montenegro | Mexico - Iran Angola - Portugal Mexico - Angola Portugal - Iran Portugal - Mexico Iran - Angola                               |
| Groep E | Groep F | Groep G | Groep H |
| Italië - Ghana Verenigde Staten - Tsjechië Italië - Verenigde Staten Tsjechië - Ghana Tsjechië - Italië Ghana - Verenigde Staten | Australië - Japan Brazilië - Kroatië Brazilië - Australië Japan - Kroatië Japan - Brazilië Kroatië - Australië                                  | Frankrijk - Zwitserland Zuid-Korea - Togo Frankrijk - Zuid-Korea Togo - Zwitserland Togo - Frankrijk Zwitserland - Zuid-Korea                                           | Spanje - Oekraïne Tunesië - Saoedi-Arabië Spanje - Tunesië Saoedi-Arabië - Oekraïne Saoedi-Arabië - Spanje Oekraïne - Tunesië |
| Achtste finales | | | |
| Duitsland - Zweden Argentinië - Mexico                                                                                           | Italië - Australië Zwitserland - Oekraïne | Engeland - Ecuador Portugal - Nederland | Brazilië - Ghana Spanje - Frankrijk                                                                                           |
| Kwartfinales | | | |
| Duitsland - Argentinië | Italië - Oekraïne | Engeland - Portugal | Brazilië - Frankrijk |
| Halve finales | | | |
| Duitsland - Italië | Duitsland - Italië | Portugal - Frankrijk | Portugal - Frankrijk |
| Troostfinale | | | |
| Duitsland - Portugal | | | |
| Finale | | | |
| Italië - Frankrijk | | | |